# Pohlep
Pohlep je vedenje, ki se izraža v pridobivanju kot cilju in ne kot sredstvu za preživetje ali udobno življenje. Zanj je značilna neskončna, nepremagljiva in nenasitna želja po pridobivanju dobrin in/ali statusne moči.
Pohlep se kaže kot oblika človeškega vedenja, s katero se preučevalci ukvarjajo že od antike dalje. Iz tega razloga je veliko različnih opredelitev pomembnih znakov oziroma sestavin tega pojava. Slovar slovenskega knjižnega jezika pohlep opredeljuje kot strastno željo po prisvajanju dobrin. Če povzamemo po drugih avtorjih, je opredelitev pohlepa širša. Pohlep je pretirana in neukrotljiva želja po pridobivanju denarja, predmetov, hrane, statusa in moči, ki močno presega potrebe preživetja in udobja posameznika ter je sebična. Pri tem gre za upoštevanje zgolj lastnih interesov in neupoštevanje interesov drugih, oziroma za odvzemanje potencialnih sredstev ali priložnosti za njihovo pridobivanje drugim, v kar je vključeno tudi odrivanje drugih s svojim premoženjem oziroma konkurenčno prednostjo.

## Negativni vplivi pohlepa na posameznika
Pohlep, katerega navadno spremlja sebičnost, vznemirja celoten živčni sistem, poškoduje živčna vlakna, zožuje krvne žile, oslabi prekrvavitev, zmanjšuje vitalnost in oslabi telesno odpornost. Nemoralen postane, kadar gre za kopičenje denarja na račun drugih, takrat pa spodbuja tudi različne oblike antisocialnega vedenja.
Osebe, ki se vdajajo pohlepu, navadno ne delujejo v svoji profesiji ali v umetnosti. So podjetniki, investitorji, špekulanti, posojilodajalci, pogosto direktorji. Redko in malo prispevajo družbi, kar so si pridobili na račun »lastnega uspeha«. Njihova dejavnost je pogosteje usmerjena v to, kako denar iz drugih žepov preusmeriti v lastnega, zato brezobzirno in brez oklevanja izkoristijo vsako priložnost, kadar se je potrebno usmeriti proti drugim. Pohlepnim ni cilj imeti, temveč pridobivati in vzdrževati pridobljeno. Skušajo pridobiti čim več in to investirati v pridobivanje še večjega bogastva. V primeru slabe investicije oziroma ob izgubi, to doživljajo kot izgubo lastne vrednosti, kar povečuje njihovo nagnjenost k samomoru.
Pohlep se lahko razvije v pleoneksično osebnostno motnjo. Pri slednji gre za socialno neprilagojeno vedenje, ki je nevarno za fizično in mentalno zdravje. Kriteriji za prepoznavanje pleoneksične osebnostne motnje so:
- Osebi sredstva, s katerimi je bilo pridobljeno bogastvo, niso pomembna, pomembno je posedovanje za lastno korist
- Nezanimanje za posledice neomejenega kopičenja zaradi izčrpavanja naravnih virov ali spodbujanja socialnih konfliktov
- Smatranje pridobivanja kot vrednoto, revščina in javno dobro osebe ne zanima
- Nenasitnost po bogastvu
- Zamenjava sredstev in ciljev ter porušenje življenjskih prioritet
- Zapostavljanje človeških vrednot
- Nezmožnost prepoznave etičnih obveznosti in njihovega vpliva na družbo
- Neobčutljivost za temeljne potrebe drugih
- Osebi postane posedovanje sinonim za vrednotenje samega sebe, svobodo in privilegiranost
- Občutek večvrednosti
- Neosebne, površne, mehanske socialne interakcije
- Preziranje in zaničevanje tistih, ki niso izkoristili priložnosti, da bi v bogastvu prehiteli druge

## Negativni vplivi pohlepa na družbo
Negativni učinki pohlepa na družbo se pojavijo kot posledica pohlepnega, grabežljivega vedenja. Pohlep lahko vodi v sleparsko vedenje in s tem v konflikt z zakonom zaradi kaznivih dejanj. Pohlepen posameznik se za lastno korist zna obrniti proti prijateljem, čemur sledi izguba medsebojnega zaupanja. Večje bogastvo spodbudi zavist prejšnjih kolegov, spremljata ga tudi stigmatizacija posameznika in socialna izolacija, kar dela pohlep škodljiv za skupnost in družbo v celoti.
Denar sam po sebi ni nekaj slabega, saj vsak za življenje v sodobnem svetu potrebuje nekaj finančnega jamstva. Problem nastane, ko pride do nesorazmerja med številom in željami tistih, ki nenasitno »nabirajo« sredstva, in razpoložljivim bogastvom, ki je omejeno. V takih razmerah mora posameznik, ki želi imeti več, vzeti drugim. Tak način privede do delitve na tiste, ki imajo, in tiste, ki nimajo. Med tema skupinama prihaja do konfliktov, ki imajo rušilno vlogo v družbi. Bogati pozabijo na potrebe revnih. Prihaja do brezčutnosti, arogance, megalomanije na eni strani, na drugi pa do težkega dela, nezdravih delovnih pogojev, revščine in pomanjkanja ter uničevanja življenjskih možnosti.
Človek je socialno in kulturno bitje, zato se v takih primerih od države pričakuje regulativo, ki bi odpravila oziroma zmanjšala škodljive posledice neenakosti v družbi. Če državi uspe obvladati ta konflikt do neke zadovoljive mere znotraj lastnih meja, se lahko obrne navzven. Tako lahko pohlep vodi do globalnih katastrof v svetu, npr. vojne. Obe svetovni vojni sta primer svetovne katastrofe, ki jo je povzročil pohlep nekaterih držav. Iz primera je razvidno, da se pohlep ne dotika samo posameznikov, ampak je lahko tudi lastnost skupin in organizacij, celo nacij.
Velik učinek pohlepa se kaže predvsem v kapitalističnih družbah. Npr. v ZDA finančni mogotci vplivajo na politiko, kjer na volitvah zmagujejo tisti, ki imajo svojo kampanjo bolje finančno podprto. Tam so zlasti pomembne predsedniške volitve zaradi velikega vpliva na državno odločanje, ki ga ima predsednik. Kandidatom uspe volivce prepričati z uporabo marketinga, ki je precejšnji finančni zalogaj. Boljši marketing pomeni več investiranega denarja, ki ga zagotavljajo bogate korporacije in posamezniki. Bogati prispevajo za kampanjo tistim kandidatom, katerih program jim bolj ustreza, po volitvah pa v zameno dobijo politične in gospodarske odločitve, ki so jim v korist. Tako si pridobijo tudi politično moč oziroma oblast.

## Koristnost pohlepa
To trditev najbolje zagovarja argument, da ima pohlep motivacijski učinek. Ker ljudje želijo več denarja, so za njegovo pridobitev motivirani storiti marsikaj. Slednja človekova lastnost je racionalna podlaga vseh sistemov plačevanja delavcev po učinku. Delavci, ki so plačani po glede na opravljeno delo, so navadno bolj učinkoviti od delavcev, plačanih po času dela. Tako je moč reči, da je pohlep vsaj delno odgovoren za izgradnjo vse industrije in spodbujanje inovacij, oziroma za izdelavo novih proizvodov, ki nam življenje delajo bolj udobno.
Kadar pohlep povežemo s tržnostjo, se ne moremo izogniti sebičnosti. Slednja posameznika pripravi, da trguje. Trgovina poganja razvoj gospodarstva, kar ustvarja boljše življenjske pogoje tako za posameznika kot za gospodarstvo. Sebičnost je znotraj tega konteksta opredeljena kot uveljavljanje lastnih interesov oziroma prednosti, pohlep pa je orodje, ki spodbuja gospodarstvo z ambicijami, katere sproža v ljudeh. Pohlep je bistvenega pomena za svobodno tržno gospodarstvo, saj morajo ljudje drugim pokazati, da imajo več, prav tako pa morajo želeti imeti še več tega, kar že imajo. Moč lastne koristi določa aktivnost posameznika, zasebni pohlep kapitalista pa trg spremeni v javno dobro. Osebna korist je edini uspešni način proizvodnje in distribucije blaga v modernem ekonomskem sistemu. To pomeni, da je pohlep gibalo gospodarskega razvoja, od katerega imajo korist vsi, pri čemer trg ne kanalizira pohlepa posameznika samo po denarju, ampak tudi po odličnosti.

## Evolucijski vidik
Če gledamo na pohlep z evolucijskega vidika, je ta nujna lastnost za preživetje posameznika in vrste. Človeški pohlep je rezultat evolucije in naravna selekcija predstavlja temelj človeškega vedenja. V naravi preživi več tistih z določeno (bolj izraženo) lastnostjo v primerjavi s tistimi, kateri iste lastnosti nimajo izražene. Večja kot je razlika, večja je pomembnost te lastnosti. Vsi organizmi za razmnoževanje potrebujejo določene vire, preživi namreč toliko potomcev, kolikor jim je zagotovljenih virov za njihov obstoj. To pomeni, da viri odločajo, koliko mladičev bodo imele živali. Tako vidimo, da selekcija daje prednost osebkom, ki lahko zagotovijo več virov za mladiče. Enako je veljalo pri razvoju človeka, a tudi sodobni ljudje nismo bistveno drugačni. Sprememba je v tem, da tekom evolucije virov ni bilo možno dolgo skladiščiti, danes pa je to mogoče predvsem v obliki denarja oziroma materialnih dobrin. Ljudje imamo torej prirojen nagon po večjem uspehu od drugih in to še vedno vpliva na naše vedenje.
Sem lahko štejemo tudi prepričanje, da je pohlep posledica bazičnega strahu za življenje. Izvira iz občutka pomanjkanja, prikrajšanja, potrebe po nečem, kar ni na voljo. V kolikor je ta občutek zelo intenziven, se posameznik osredotoči na zapolnjevanje manka. Poskuša dobiti tisto, kar bi odpravilo občutek manka. Tisto nekaj je lahko karkoli konkretnega, oprijemljivega, realnega ali abstraktnega, simbolnega. Če se pohlep fiksira na nekaj specifičnega, potem je celo življenje posameznika namenjeno pridobivanju slednjega. 

## Vzroki za naraščanje pohlepa
Za zadnjih nekaj desetletij je značilna ocena, da pohlep vsaj v gospodarsko razvitih družbah raste. Morebitni vzroki za ta pojav ležijo v negotovosti ljudi. Osebe, ki ne čutijo emocionalne in/ali finančne varnosti, lahko v pridobivanju vidijo rešitev njihove negotovosti, posledično pa razvijejo materialno vrednotno usmeritev. Dandanes je porast posameznikov z duševnimi motnjami. Npr. anksioznost ali narcisizem lahko pri posamezniku sprožita tekmovalno vedenje namesto sodelovalnega. Tudi strah pred smrtjo lahko privede do pohlepa, saj se nekateri trudijo, da bi smrt odložili, z bogastvom pa je lažje priti do boljše zdravstvene oskrbe. Poleg navedenih je pomemben strah pred izgubo, namreč bojazen, da bi izgubili karkoli pridobljenega in cenjenega, usmerja naše vedenje. Zanimiv vidik za naraščanje pohlepa je tudi razvoj znanosti in upad moči religije. V vseh verstvih je bil pohlep označen za greh, danes pa vera na ljudi nima več takšnega vpliva. Na drugi strani znanost dokazuje, da gre za eno samo življenje, zato se ljudje osredotočajo na tukaj in zdaj ter ne več na posmrtno življenje. Izhodišče širša kritike razmer se glasi, da so v zadnjih desetletjih naše celotno življenje začeli obvladovati trg in tržne vrednote. Naravnanost »kupiti – prodati« usmerja naše vedenje. Trg se je ločil od morale in se osamosvojil, tržni odnosi pa so se uveljavili tudi na področjih, kjer se ne bi smeli.